# This Is Not
«This is Not» es una canción del grupo de metal industrial Static-X. Es la quinta canción de su álbum Machine. El vídeo musical muestra una actuación en directo pero con la versión original del álbum. Esta canción fue incluida en el juego Shaun Palmer's Pro Snowboarder.
- Datos: Q685955